# میخال لشچیلوفسکی
میخال لشچیلوفسکی (سوئدی: Michal Leszczylowski؛ زادهٔ ۳۰ ژوئیهٔ ۱۹۵۰) تدوین‌گر، استاد دانشگاه و کارگردان فیلم لهستانی‌تبار اهل سوئد است. وی بیشتر در سینمای سوئد فعال بوده و برندهٔ جوایز گوناگونی شده‌است که از آن میان، می‌توان به جایزهٔ گلدباگن و جایزه یوسی اشاره کرد.

## گزیدهٔ فیلم‌شناسی
- پادشاه جزیره اهریمن (۲۰۱۰)
- ماموت (۲۰۰۹)
- برج ایفل (۲۰۰۳)
- لیلیا برای همیشه (۲۰۰۲)
- آمال لعنتی (۱۹۹۸)
- اعترافات خصوصی (۱۹۹۶)
- ایثار (۱۹۸۶)